# جزایر ماتسو
جزایر ماتسو (به لاتین: Matsu Islands) یک مجمع‌الجزایر کوچک شامل ۳۶ جزیره و جزیره خرد در تنگه تایوان است که در فوجیان واقع شده‌است و مالکیت آن بین چین و تایوان مورد مناقشه است.

## خصوصیات
جزایر ماتسو ۲۹٫۶۰۵۵ کیلومترمربع مساحت و ۱۲٬۵۰۶ نفر جمعیت دارد.